# Hagen Liebing
 (septembre 2016).
Si vous disposez d'ouvrages ou d'articles de référence ou si vous connaissez des sites web de qualité traitant du thème abordé ici, merci de compléter l'article en donnant les références utiles à sa vérifiabilité et en les liant à la section « Notes et références ».
Pour les articles homonymes, voir Liebing.
Hagen Liebing (aussi connu sous le nom de The Incredible Hagen), né le 18 février 1961 à Berlin (Allemagne de l'Ouest) et mort le 25 septembre 2016 dans la même ville, est un musicien et rédacteur allemand du magazine Tip Berlin. De plus, il travaille pour le club de football Tennis Borussia Berlin dans le département public et presse. Il est l'ancien bassiste du groupe Die Ärzte.

## Biographie

### Musique
Hagen Liebing a joué dans les groupes suivants : Popgruppe Freundschaft, The Rubberbeats, The Nirvana Devils et Die Ärzte de (1986-1989).

### AvecDie Ärzte
Hagen Liebing n’était que bassiste occasionnel, contrairement à Sahnie et Rod. Farin Urlaub et Bela B. l'ont employé parce qu’ils voulaient une personne calme et Hagen l’était. Pendant son passage dans le groupe, il a fait ses études en sciences des médias. Il est vraisemblable que Hagen ne faisait pas de musique avec passion. En 2002, il jouait une chanson au concert 15 Jahre netto de Die Ärzte. Contrairement à Sahnie qui lui aussi a quitté le groupe, il n’est pas en froid avec le groupe.

### Comme auteur
- Scénariste du feuilleton Lindenstraße
- Pigiste pour Der Tagesspiegel, Tip Berlin, Rolling Stone et Max
- Auteur des gags de Thomas Koschwitz et Harald Schmidt